# Уильямс, Холли
Хо́лли О́дри Уи́льямс (англ. Holly Audrey Williams; 12 марта 1981, Калмен, Алабама, США) — американская певица, автор песен, гитаристка и клавишница.

## Биография и карьера
Холли Одри Уильямс родилась 12 марта 1981 года в Калмене (штат Алабама, США) в семье музыканта Хэнка Уильямса-младшего (род. 1949) и луизианки Бекки, которые были женаты 10 лет. У неё есть четверо братьев и сестёр, включая сводных.
Начала карьеру в 17-летнем возрасте с написания песен, а в настоящее время уже выпустила три сольных альбома.

## Личная жизнь
С 27 сентября 2009 года Холли замужем за Крисом Коулманом. У супругов есть трое детей: две дочери, Стелла Джун Коулман (род. 30.09.2014) и Лилли Мэй Луиз Коулман (род.08.03.2016), и один сын — Арло Гейл Коулман (род. 12.05.2017).

## Дискография

### Студийные альбомы
| The Ones We Never Knew                  | - Release date: October 5, 2004 - Label: Universal South - Formats: CD, music download    | —  | —   | —  | —  | — |
| Here with Me                            | - Release date: June 16, 2009 - Label: Mercury Nashville - Formats: CD, music download    | 37 | —   | 11 | —  | — |
| The Highway                             | - Release date: February 5, 2013 - Label: Georgiana Records - Formats: CD, music download | 18 | 146 | 1  | 24 | 8 |
| "—" denotes releases that did not chart |                                                                                           |    |     |    |    |   |

### Синглы
| 2005                                    | "Sometimes"       | —  | The Ones We Never Knew |
| 2009                                    | "Keep the Change" | 53 | Here with Me           |
| 2009                                    | "Mama"            | 55 | Here with Me           |
| "—" denotes releases that did not chart |                   |    |                        |

### Видеоклипы
| Year | Video               | Director        |
| ---- | ------------------- | --------------- |
| 2005 | "Sometimes"         | Kristin Barlowe |
| 2009 | "Keep the Change"   | Philip Andelman |
| 2009 | "Three Days in Bed" | Philip Andelman |
| 2009 | "Mama"              | Eric Welch      |
| 2009 | "Alone"             | Philip Andelman |
| 2013 | "Drinkin'"          | John Moessner   |
| 2013 | "The Highway"       | David McClister |